# الجالية السعودية في مصر
الجالية السعودية في جمهورية مصر هم المواطنين السعوديين المقيمين في جمهورية مصر بصفة دائمة أو مؤقتة من أجل الدراسة أو من أجل العمل أو لأسباب اقتصادية مصر حيث يقيم هناك بصفة دائمة قرابة  1,771,894 سعودي 